# 高等商業学校
旧制教育機関 > 旧制高等教育機関 > 旧制専門学校 > 旧制実業専門学校 > 高等商業学校

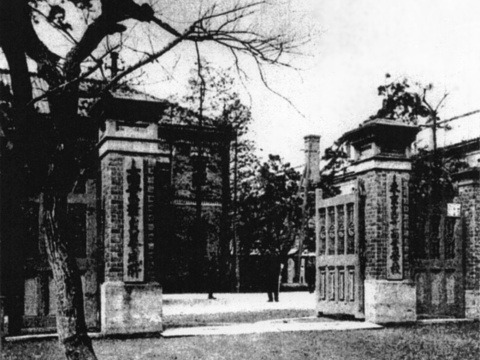
東京高等商業学校正門（1910年）

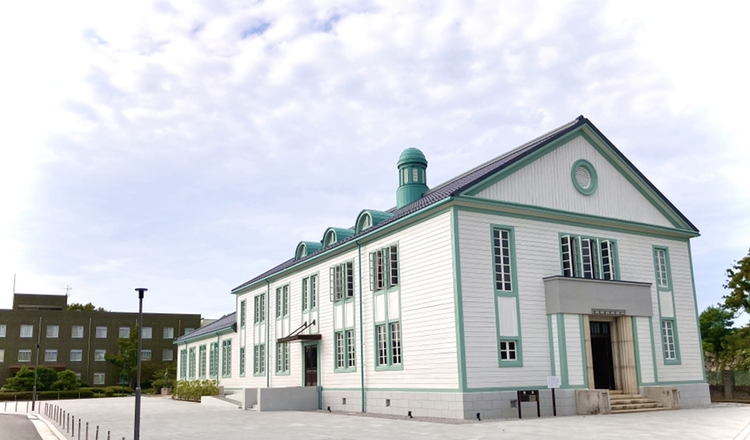
旧・彦根高商講堂（現・滋賀大学経済学部講堂、2020年改修） / 現存する高等商業学校時代の建造物の一つ。

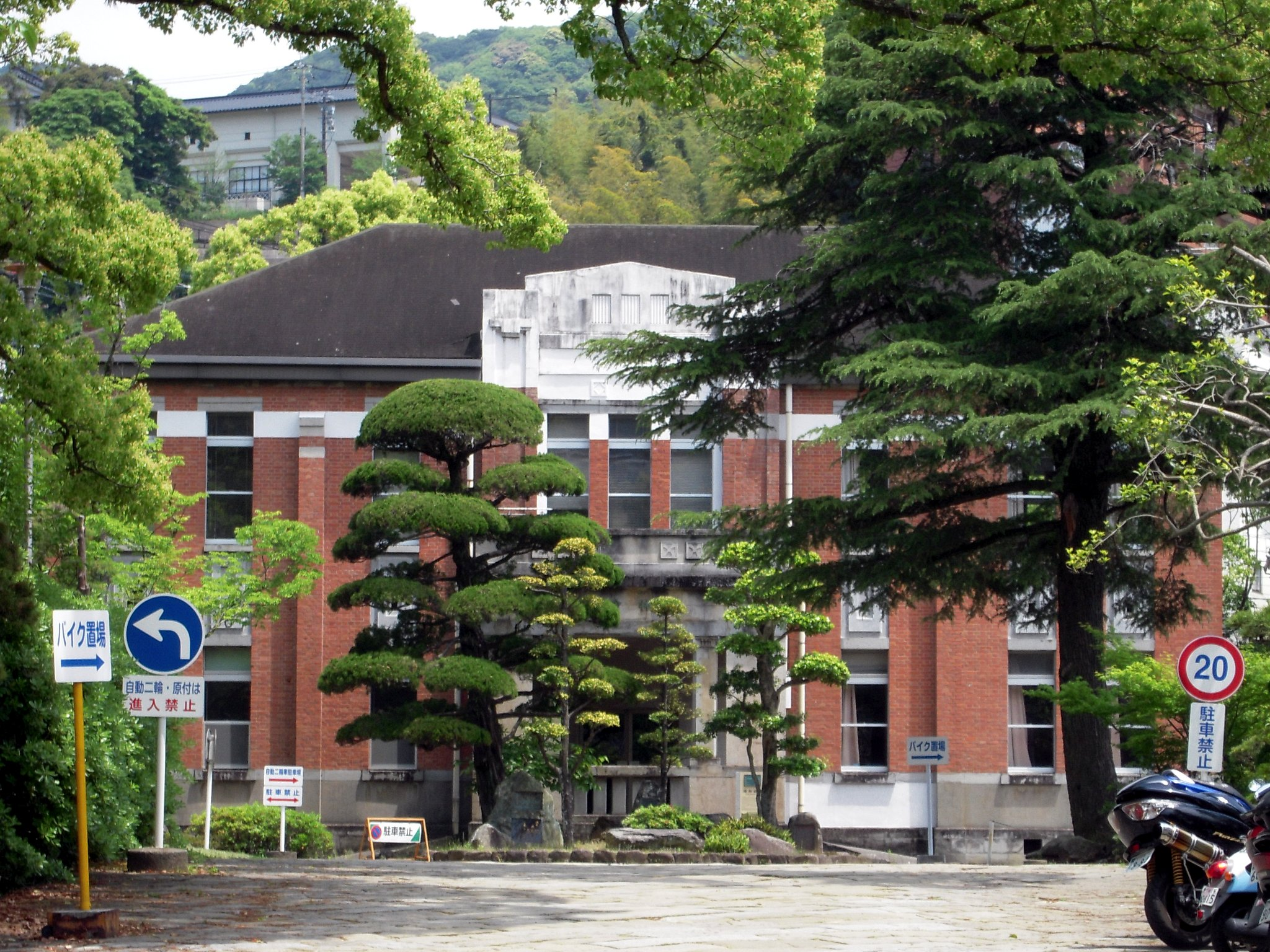
旧・長崎高商研究館（現・長崎大学瓊林会館） / 同上。

高等商業学校（こうとうしょうぎょうがっこう､ high commercial school）は、第二次世界大戦後に学制改革が行われるまで存在した日本の旧制専門学校（実業専門学校）のうち、商業・商学に関する高等教育機関の総称。およびその嚆矢である東京高等商業学校の設置当初の校名。いずれも略して高商（こうしょう）とも呼ばれる。

## 概要
- 各地の高商は商業実務家養成機関として設立され、その多くは官立学校であった。
- 官立高商のほとんどは国立大学の経済学部・経営学部に継承され、現在も同窓会を共有するなどその伝統を残している。
- 私立高商は、自社の幹部養成学校として設立したもの、中等教育学校である実業学校から発展したもの、官立高商誘致案に端を発するもの、民間の実業家・財界人が慈善活動として自らの郷里等の高等教育機関として設立したケース等がある。
- また高等商業学校と同等の教育機関として分類されるものには、大学専門部商科・高等商学部などがある。
- 第二次世界大戦中には軍部の圧力により、高商の多くが経済専門学校（経専）への改称を余儀なくされた[1][2]。
- 新制高等学校である「商業高等学校」と混同しないよう注意を要する。また、第二次世界大戦後、全く別制度の学校として一部の各種学校が「高等商業学校」の名称を使用し、1976年の専修学校制度発足後は一部の高等専修学校が「高等商業学校」の名称を使用しているが、これも注意を要する（例：古川高等商業学校、苫小牧高等商業学校）。

## 歴史

### 東京・神戸・大阪三高商の成立

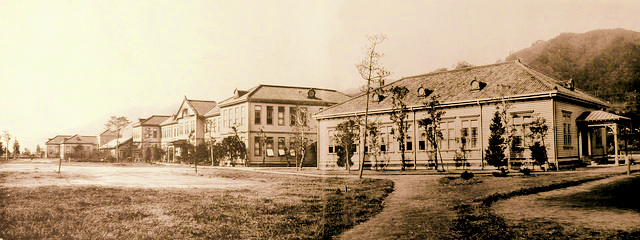
神戸高等商業学校（1910年頃）

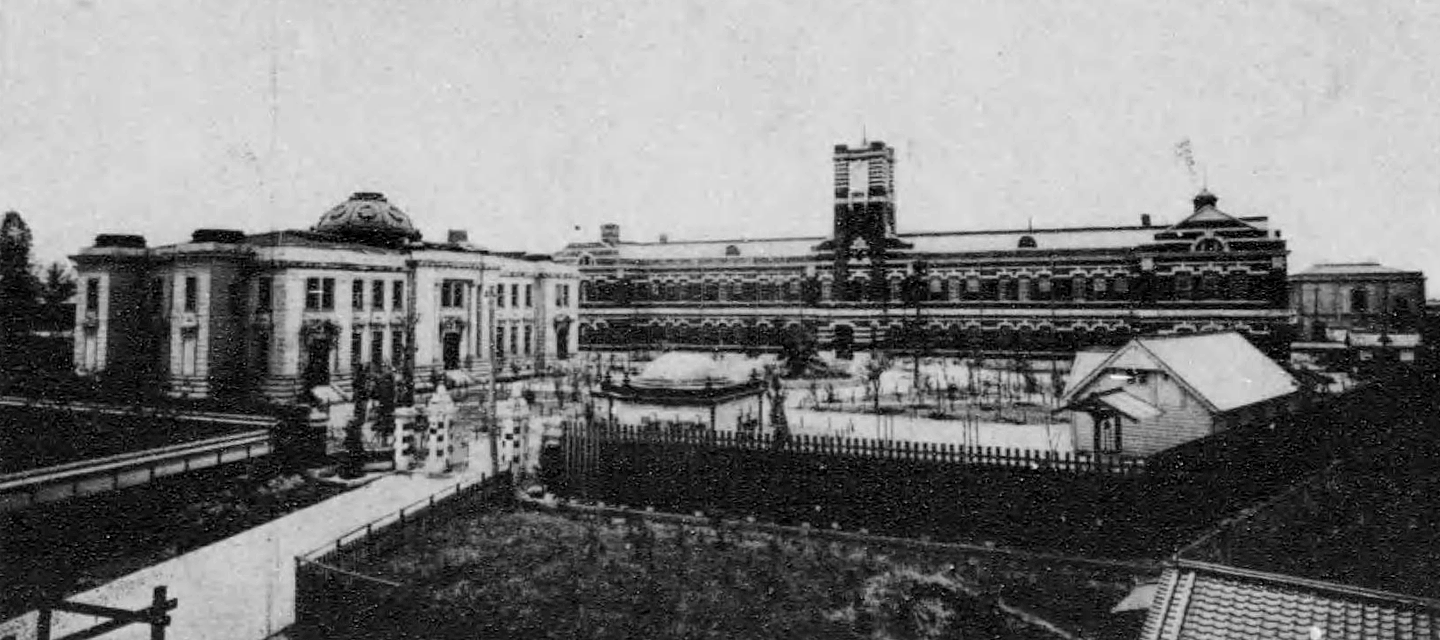
市立大阪高等商業学校（1914年）

高等商業学校の修業年限は、先発の東京高等商業学校、神戸高等商業学校の2校のみが例外的に4年制（予科1年・本科3年）をとり、その後設立された官立高商と市立大阪高商以降の公私立の高商はすべて3年制であった。
東京高商はこの3年制本科に加え、これに接続する2年制の専攻部を設置、神戸高商卒業生も受け入れた。このため予科1年・本科3年・専攻部2年の計6年が旧制高校3年・帝国大学3年の計6年に匹敵するとみなされ、専攻部卒業生にはすでに学士の称号が授与されていた（1915年になると同校は3年制官立高商の卒業生にも門戸を拡げて本科3年生として編入（この点神戸高商卒業生と異なる）、さらに1917年には大阪高商卒業生の受け入れも開始した）。1909年には文部省がこの高商専攻部を東京帝国大学に事実上吸収する意向を示したが、これに対し、東京高商の在学生は抗議の総退学を決議し、神戸側も呼応する態度を見せた。このため文部省は渋沢栄一の仲介もあって専攻部廃止を断念せざるを得なくなった（申酉事件）。
東京、神戸両高商が学制上、他の官立高商よりも一段高い存在だったことは、のちにこの両校が旧制商大に昇格する最大の根拠となった。同じく商大昇格を狙う大阪高商も1920年、本科の上に1年制の研究科を置いて体裁を整えた。

### 拡充と発展

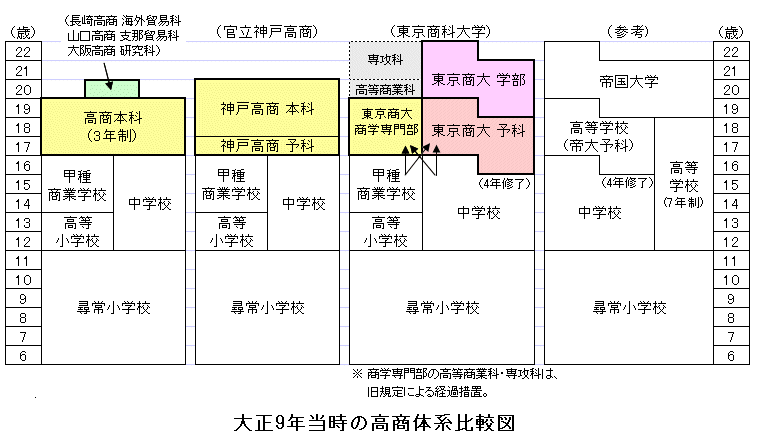
大正9年（1920年）当時の高商体系比較図

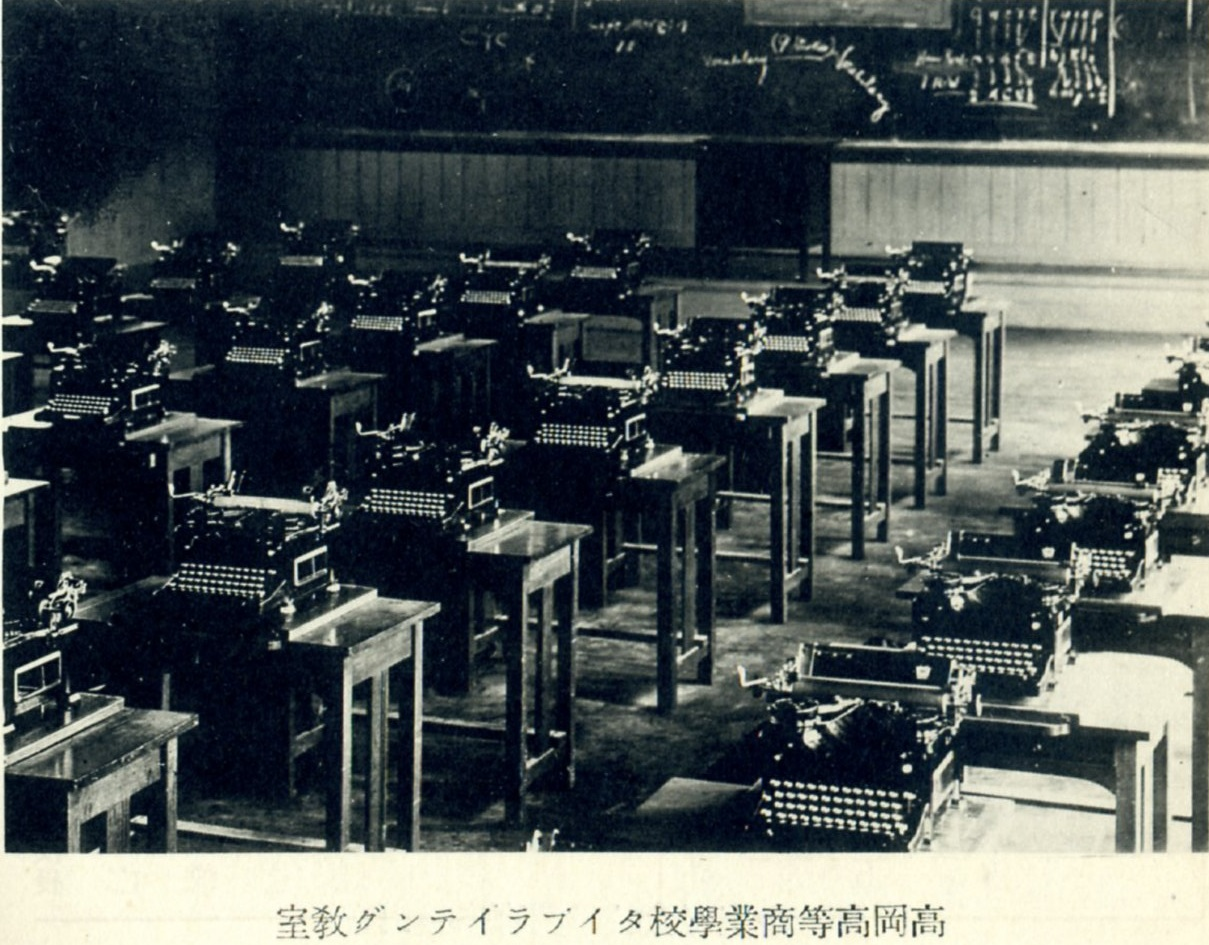
タイプライティング教室（高岡高商）

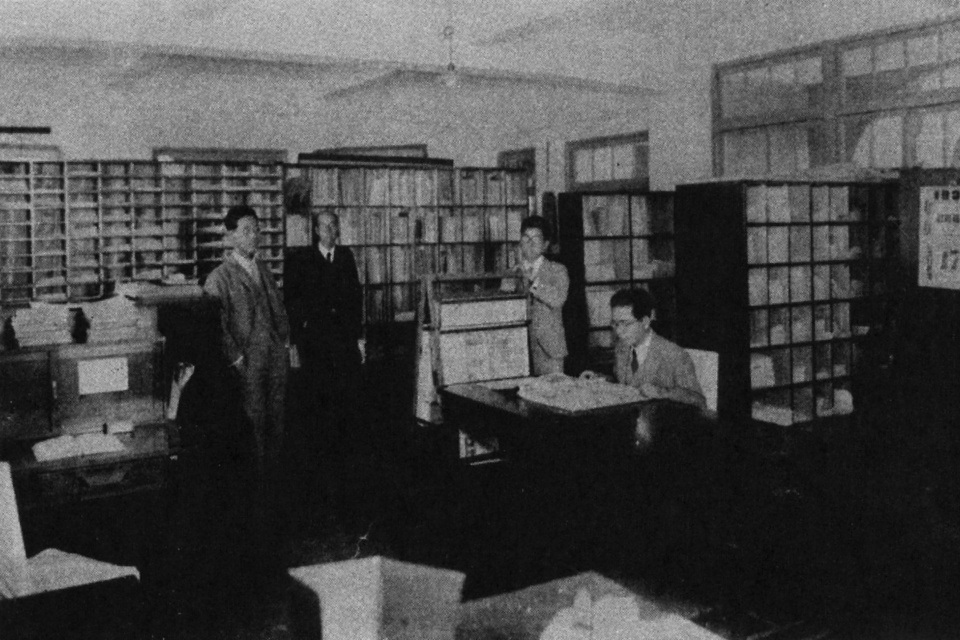
商事調査室（松山高商）

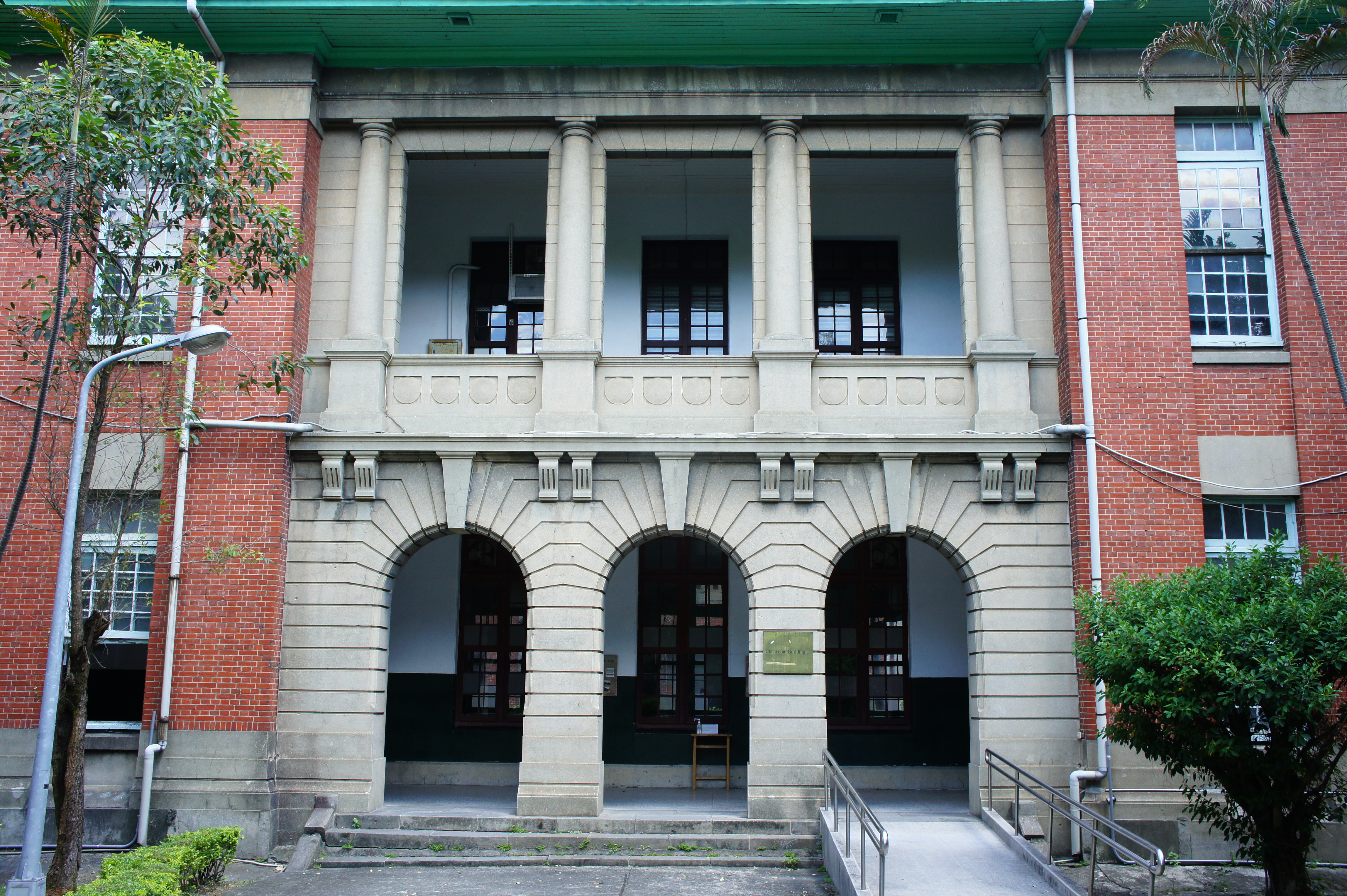
台北高等商業学校

明治期には東京・神戸に続く官立高商として山口高商・長崎高商、小樽高商が設立された。1903年 (明治36年) に専門学校令が公布され、これ以降高商は専門学校令による専門学校となった。大正前期まではビジネスエリートを養成する商業専門教育はほぼ官立学校のみによって担われており、そのため地方の財界は、政府から莫大な設立費用を負担させられたにもかかわらず、競って官立高商を地元に誘致した。
第一次世界大戦以降の好景気を受け、高等教育機関の拡充政策が進められることになった。1918年（大正7年）原敬内閣の下で「高等諸学校創設及拡張計画」が、4450万円の莫大な追加予算を伴って帝国議会に提出され可決された。その計画では大正8年から6年計画で、官立高等学校10校、官立高等工業学校6校、官立高等農業学校4校、官立高等商業学校7校、外国語学校1校、薬学専門学校1校の新設、帝国大学4学部の設置、医科大学5校の昇格、商科大学1校の昇格であり、その後この計画はほぼ実現された。その結果、1920年-1929年に東京高商は東京商科大学へ、続いて大阪高商・神戸高商は大阪商科大学および神戸商業大学へと、大学令による大学に昇格し、官立高商も1920年-1924年に国内で8校が新設された。この結果、1920年代末までに官公立の高商・商科大（商業大）は、北海道・東北地方・中国地方・四国地方で官立高商各1校、中部地方・九州地方で官立高商各2校、近畿地方では官立では高商2校・商大1校、公立では高商・商大各1校、関東地方では官立では高商・商大各1校、公立高商1校が出揃った。大倉高商や松山高商などの私立高商の新設も次第に進んだ。一方で帝国大学においても1919年に東京帝大・京都帝大で経済学部が法学部から独立する形で設置された。
この時期にはまた、アジアを初めとする海外市場への進出が拡大されたことを背景に、貿易・移民業務など海外活動の実務家に対する社会的需要も高まった。1929年には山口・長崎・横浜の3高商において中国・南洋・南米貿易従事者養成のための特別課程「貿易別科」が設置された。山口を始めとするいくつかの高商は、中国大陸などへの修学旅行を制度化していた。また各地の商品を学外にも広く公開する陳列室を設けたり、移植民問題についての展覧会を開催した高商もあり、地域社会に対し貿易・移民など海外活動の意義を啓蒙する役割を担った。これらを基礎として各高商・商大では調査課・調査部などの設置が進み、各校における研究活動の拠点となっていった。
日本の支配下にあったアジア地域でも台北高商・台南高商（1929年台北高商へ移管）・京城高商（1922年官立移管）・大連高商（1941年官立移管）が設立された。（旧外地の高等教育機関も参照）
各官立高商は複数の外国人教師を抱え、英・仏・独語はもちろん、中国語やロシア語・スペイン語・ポルトガル語・マレー語など、旧制高等学校・帝国大学では必ずしも重視されなかったマイナーな外国語の科目も設けられるなど、貿易実務家のための語学教育が重視された。

### 戦時体制下の高商
軍部下では戦時下のおける状況を鑑み、太平洋戦争末期の1943年に閣議決定された「教育ニ関スル戦時非常措置方策」に基づき、1944年4月、各高商は戦時体制に組み込まれ、山口、小樽や高松など5校が経済専門学校として残されたほかは、軍需物資生産の担い手となるため工業経営専門学校との並置、工業専門学校への転換を余儀なくされ、教授陣の入れ替えが行われた。同年10月、三商大のうち官立の2校も改称された。
具体的には、官立高商のうち高岡・彦根・和歌山の3校は工業専門学校に転換（彦根・和歌山は戦後経専に再転換したが、高岡は工専のまま廃校となった）、その他の高商はすべて経済専門学校に改称され、東京商科大は東京産業大、神戸商業大は神戸経済大に改称された（前者は戦後の1947年、東京商大の旧称に復した）。この結果、市立の大阪商科大を例外として、全ての官立商大・高商の校名から「商」の文字が消えることとなった。
一方、長崎・横浜・名古屋の3校のように工業経営専門学校を併設するケースもあった。この場合、経専自体はひとまず存続したものの、残った高商生が卒業するまでの受け入れ先と位置づけられ、これらの生徒の卒業後の廃止が予定されていた。東京商大では附属工業経営専門部を設置、改称を免れた大阪商大も附属の高等商業部を大阪工業経営専門学校に転換した。戦後1946年〜1947年にかけて、大阪工業経営専門学校は大阪商大高等商業部に再転換、その他の工業経営専門学校も廃止され各経専に統合、東京商大（この時点では産大）の場合も廃止され統合された。
また、各高商・商大で設置されていた調査部などの研究施設は、1930年代の「東亜新秩序」「大東亜共栄圏」建設の気運の高まりに伴い、「東亜」など類似の名称を冠したものに改称・改編された。例えば山口高商の「東亜経済研究所」（1933年改称による / 現・山口大学東亜経済研究所）、彦根高商の「東亜会館」（1939年設置 / 現・滋賀大学経済経営研究所）、横浜高商の「太平洋貿易研究所」（1941年改称）、東京商大の「東亜経済研究所」（1940年設置・1942年官制による / 現・一橋大学経済研究所）、長崎高商の「大東亜経済研究所」（1942年改称 / 現・長崎大学経済学部東南アジア研究所）、神戸商大の「大東亜研究所」（1944年改称 / 現・神戸大学経済経営研究所）などがそうである。これらの研究所は第二次世界大戦終結にともない、GHQの指令により改称を余儀なくされた（大半はそのまま廃止されるか、「経済研究所」など「東亜」の文字を外し改称することで存続するかし、戦前以来の名称を残しているのは山口大の東亜経済研究所のみである（ただし戦後の一時期断絶している））。
なお官立経専の中で戦災（空襲）によって校舎の大半を焼失したのは高松経専のみである（長崎経専は原爆に被災したが、爆心地からは山の陰となる場所に位置していたため爆風による校舎の倒壊は回避された）。

### 新制大学への移行
戦後の日本では、連合国軍最高司令官総司令部 (GHQ/SCAP) 占領下で学制改革が行われ新制大学が発足した。この時、GHQは教員養成を米国に倣って大学で行うよう指導し、全国の師範学校の新制大学昇格が実現した。戦前、師範学校よりも格上の学校とされていた全国の官立専門学校も当然新制大学への移行を準備するが、各校が希望していた単独での大学昇格は、文部省の「一県一（国立）大学」方針により頓挫する。結局、大都市と北海道とを例外として同一県内にあった師範学校など他の教育機関と合併して新制国立大学を形成することを余儀なくされた。
また、帝国大学のうち理科系のみの大学と近隣の商大・経専との合併案もあった。
この案が実現した例が名古屋帝大と名古屋経済専門学校の名古屋大学である。
理科系のみの大阪帝大と社会科学系の神戸経済大学の場合は、「阪神大学」として対等合併を主張する神経大側と吸収合併を画策する阪大側との間で意見がまとまらず、実現しなかった。
その後神戸経済大学の後身である神戸大学は工専・医科大学・農科大学など県下の諸学校を吸収し理科系を充実させ、一方の大阪大学も自前で法経学部を設立し後の法学部・経済学部となった。

### 校地・校舎の継承

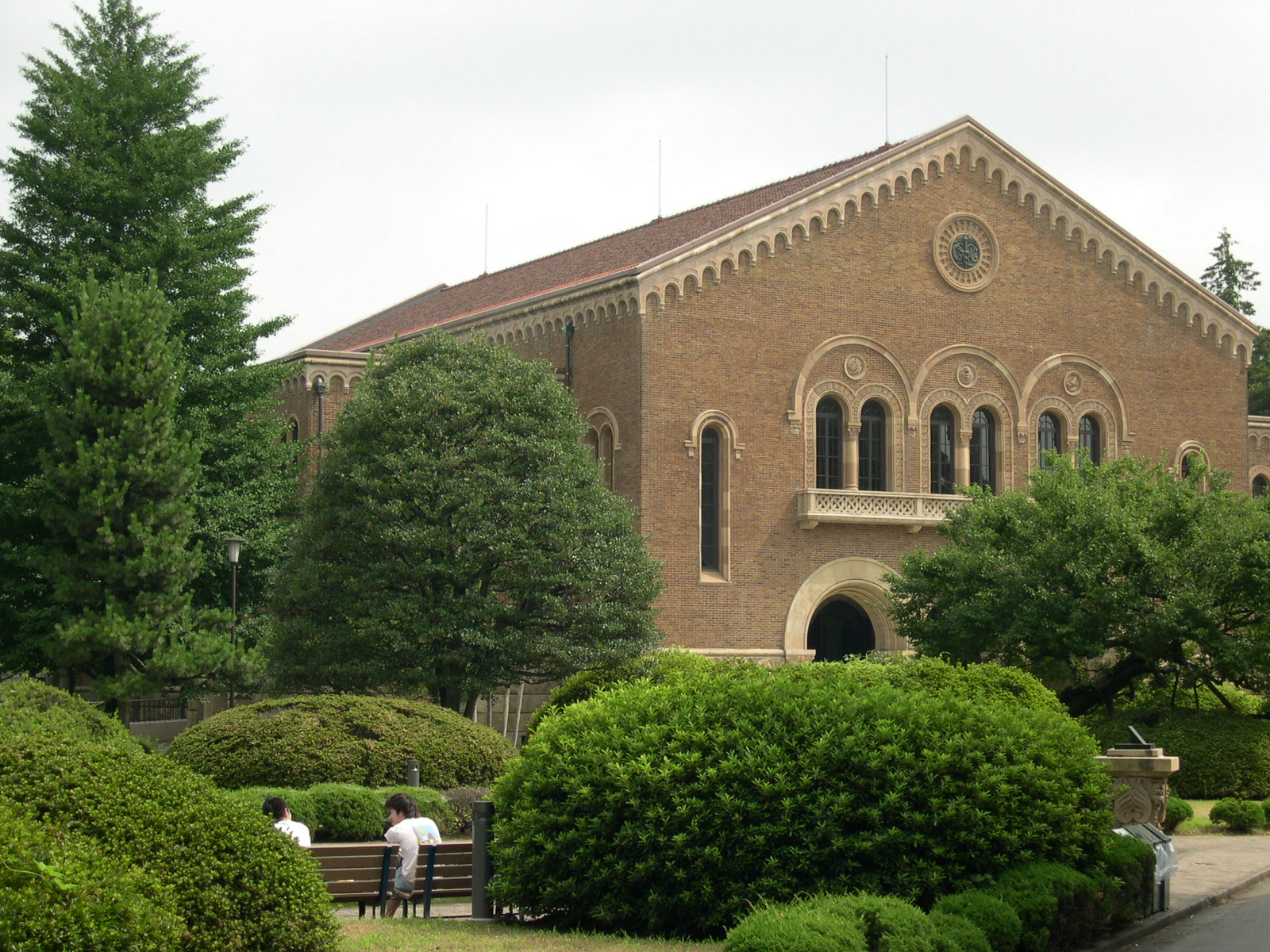
一橋大学兼松講堂。兼松記念会から寄附された旧制東京商科大学以来の建造物

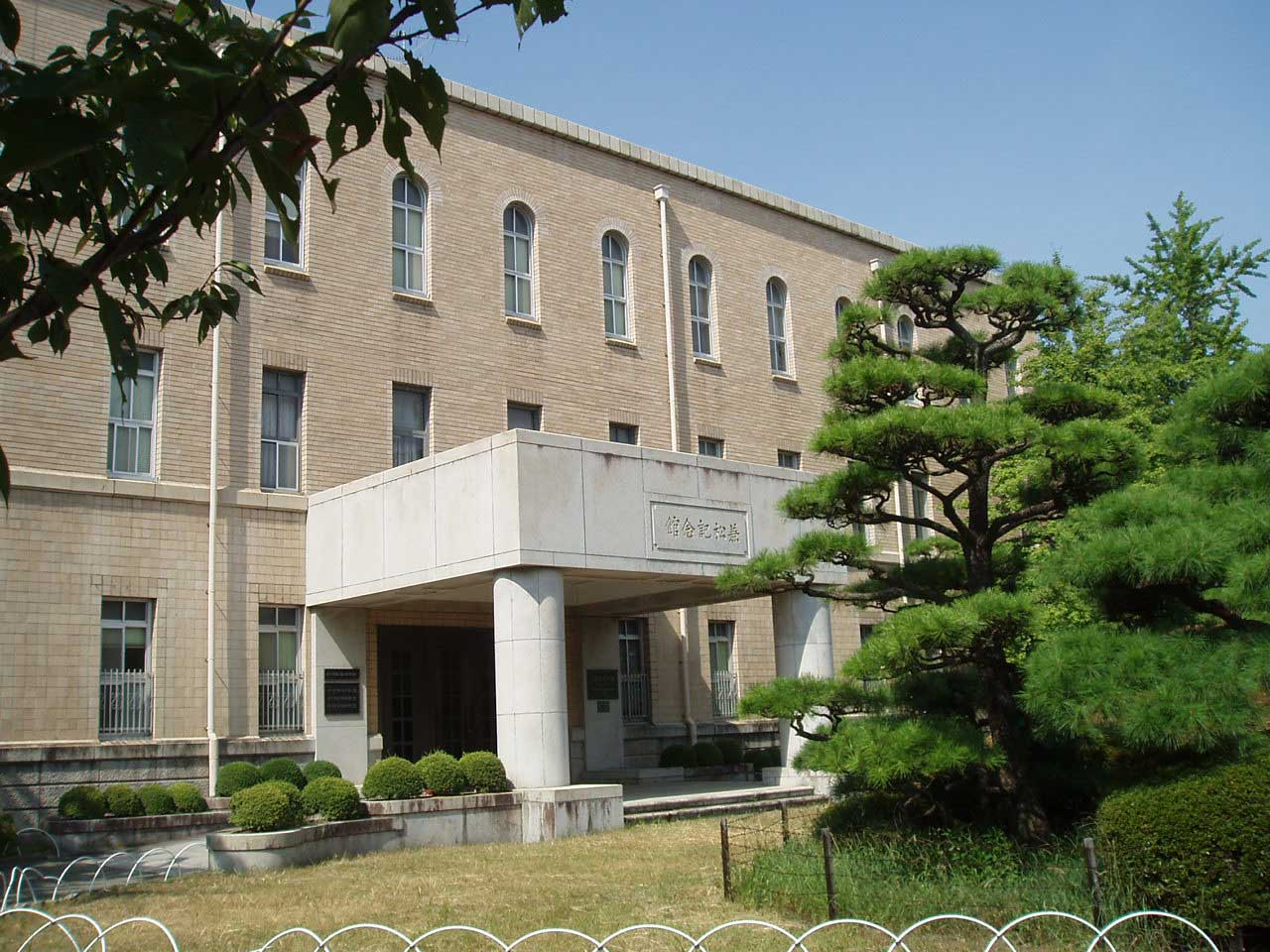
神戸大学兼松記念館。兼松記念会から寄付された旧制神戸商業大学以来の建造物

新制大学移行後も多くの国立大学では、前身校以来のキャンパスを引き継いだため、いわゆる蛸足大学と呼ばれる状態が続いた。これを解消するため高度経済成長のなか、積極的にキャンパスの統合移転が行われた。このため旧高商（経専）の後身校では、多くの場合旧制時代以来の校地・建造物が失われる結果となった。
現在も旧制時代の校地で後身校の学生が学んでいるのは、一橋大学（旧東京商科大）、大阪公立大学（旧大阪商科大）、神戸大学（旧神戸商業大）のいわゆる「旧三商大」のほか、長崎大学（旧長崎高商）、小樽商科大学（旧小樽高商）、滋賀大学（旧彦根高商）、香川大学（旧高松高商）の4大学である。（ただし旧三商大は戦前の旧制大学昇格前後に一度校地を移転しており、高商創立時代以来の校地を継承しているのは厳密に言えばその他の4大学のみ）。これらのなかでも単独で新制大学に移行した一橋大および小樽商科大、単独移行には失敗したものの教養から専門までの4年間すべてを他学部と交わらずに彦根の単一学部だけで授業とクラブ・サークル活動を行う滋賀大経済学部などは旧高商の面影を色濃く伝えている。
高商以来の建造物としては、旧・長崎高商では長崎大学片淵キャンパスの拱橋（明治36年築）・倉庫（明治40年築）・瓊林会館（旧高商研究館、大正8年築）、旧・彦根高商では滋賀大学彦根キャンパスの講堂（大正13年築）・陵水会館（昭和13年築）が現存する。また、一橋大、神戸大、大阪公大のキャンパスには移転後の旧制商大時代の建物がいくつか現存し、各大学を象徴する建物となっている（以上、画像参照）。

## 主要な高等商業学校

### 官立
- 東京高等商業学校（1887年・現一橋大学）
  - 1920年、東京商科大学に昇格。学部の他に大学予科、附属商学専門部、附属商業教員養成所を設置した。

- 神戸高等商業学校（1902年・現神戸大学）
  - 1929年、神戸商業大学に昇格。後に学部の他に大学予科、附属経営学専門部を設置した。

- 山口高等商業学校（1905年4月・現山口大学）
  - 1886年設立の官立山口高等中学校・山口高等学校を高商に転換、前身は1815年創設の山口講堂・山口明倫館。

- 長崎高等商業学校（1905年9月・現長崎大学）

- 小樽高等商業学校（1910年・現小樽商科大学）

- 台北高等商業学校（1919年・現台湾大学管理学院）
  - 台湾総督府立の高商として開校され、1942年に文部省に移管された。

- 名古屋高等商業学校（1920年・現名古屋大学）

- 福島高等商業学校（1921年・現福島大学）

- 大分高等商業学校（1921年・現大分大学）

- 彦根高等商業学校（1922年・現滋賀大学）

- 和歌山高等商業学校（1922年・現和歌山大学）

- 京城高等商業学校（1922年・現ソウル大学校）
  - 1946年10月15日に京城大学（戦前の京城帝国大学）と統合、ソウル大学校となった。

- 横浜高等商業学校（1923年・現横浜国立大学）

- 高松高等商業学校（1923年・現香川大学）

- 高岡高等商業学校（1924年・現富山大学）

- 大連高等商業学校（1941年・1946年廃止）
  - 1936年11月に私立で発足。

### 公立
- 市立大阪高等商業学校（1901年・現大阪公立大学）（現大阪府立大阪ビジネスフロンティア高等学校）
  - 1928年、大阪商科大学に昇格。学部の他に大学予科、高等商業部を設置した。

- 横浜市立横浜商業専門学校（1928年・現横浜市立大学）

- 兵庫県立神戸高等商業学校（1929年・現兵庫県立大学、旧神戸商科大学　戦後の第一公立大学）
  - 官立神戸高商が大学に昇格し事実上高商が廃止されたため、新たに設立された。小樽・横浜とともに新三高商と呼ばれる。

### 私立
独立した高等商業学校だけでなく私立（旧制）専門学校の「高等商業（学）部」「高等部商科」を称する学校を含む。
- 東洋商業専門学校（1903年）
  - 1903年12月 東洋商業専門学校 設立認可
  - 1904年9月 東洋商業専門学校 開校
  - 1906年 東洋商業学校 設置（現東洋高等学校）
  - 1908年 東洋商業専門学校 第2期生の卒業と共に廃止、明治大学に合併

- 高千穂高等商業学校（1912年・現高千穂大学）
  - 私学として最初の高等商業学校。
  - 1944年 高千穂経済専門学校 改称
  - 1950年 新制高千穂商科大学 設置
  - 2001年 高千穂大学 改称

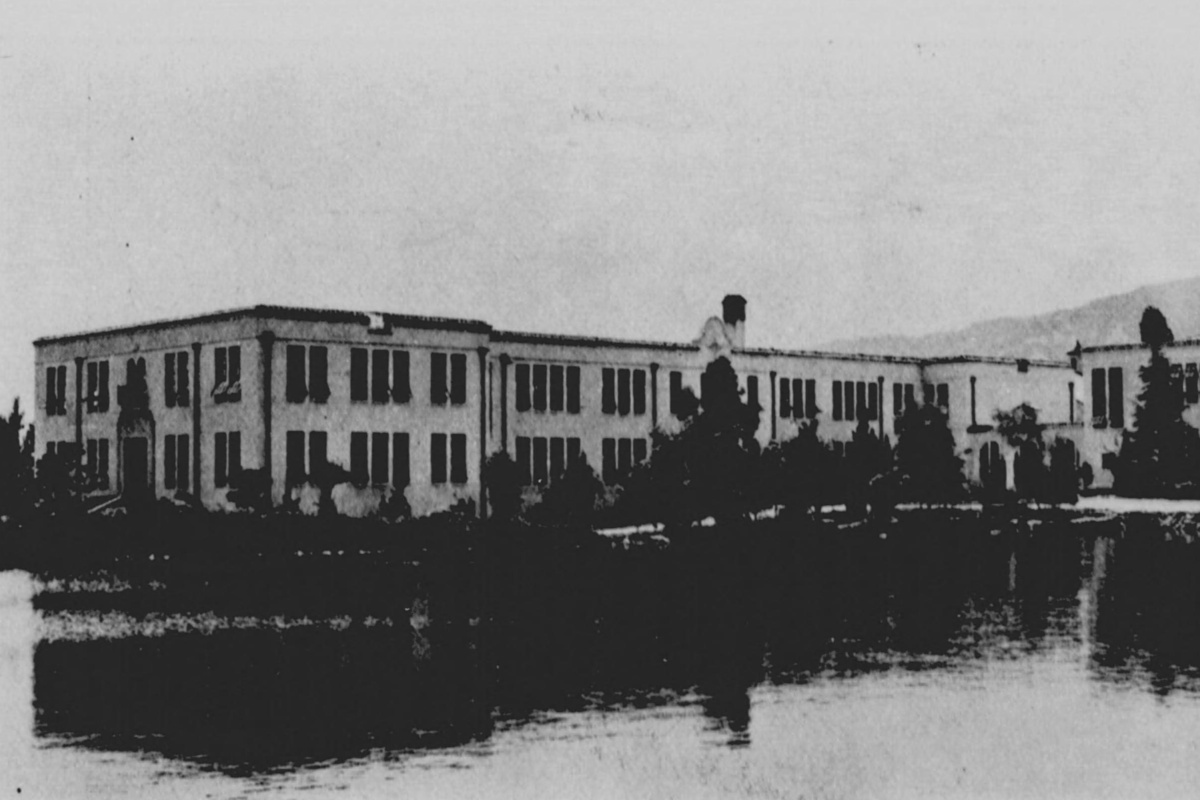
関西学院高等商業学部（1937年）

- 関西学院高等商業学部（1912年・現関西学院大学商学部）
  - 1912年 関西学院高等学部商科として設立
  - 1921年 関西学院高等商業学部 改称
  - 1932年 関西学院大学専門部高等商業学部 改組
  - 1935年 関西学院高等商業学校 改称
  - 1944年 高等商業学校を廃止し、専門学校政経科を設置
  - 1947年 高等商業学部復活
  - 1951年 旧制高等商業学部廃止

- 普成法律商業学校（1915年）
  - 1905年 普成学校 設立
  - 1915年 普成法律商業学校 改組
  - 1921年 普成専門学校商科 改称
  - 1944年 京城拓殖経済専門学校 改称
  - 1946年 高麗大学校

- 成蹊実務専門学校（1916年）
  - 1925年 成蹊実務専門学校 廃止

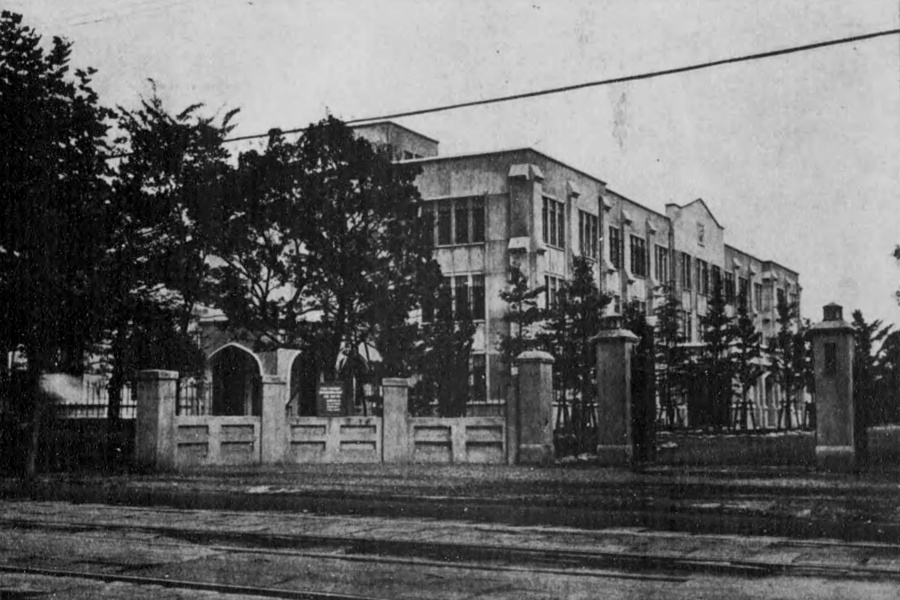
青山学院高等学部（1926年）

- 青山学院高等学部実業科（1916年・現青山学院大学）  
  - 1916年 青山学院高等学部実業科を設置
  - 1925年 高等学部実業科を商科と改称し、修業年限を4年とする
  - 1935年 高等学部商科を高等商業学部と改称
  - 1944年 明治学院専門学校に合併、青山学院工業専門学校を設置
  - 1946年 青山学院専門学校経済科 改組

- 明治学院高等商業部（1917年・現明治学院大学）
  - 1917年 明治学院高等学部商科として設立
  - 1928年 明治学院高等商業部 改称
  - 1944年 明治学院専門学校（明治学院高等商業部、青山学院高等商業学部、関東学院高等商業部が統合）

- 東北学院高等学部商科（1918年・現東北学院大学）
  - 1918年 東北学院専門部商科として設立
  - 1929年 東北学院高等学部商科と改称
  - 1943年 高等学部商科を高等商業部と改称
  - 1946年 東北学院専門学校経済科 改組

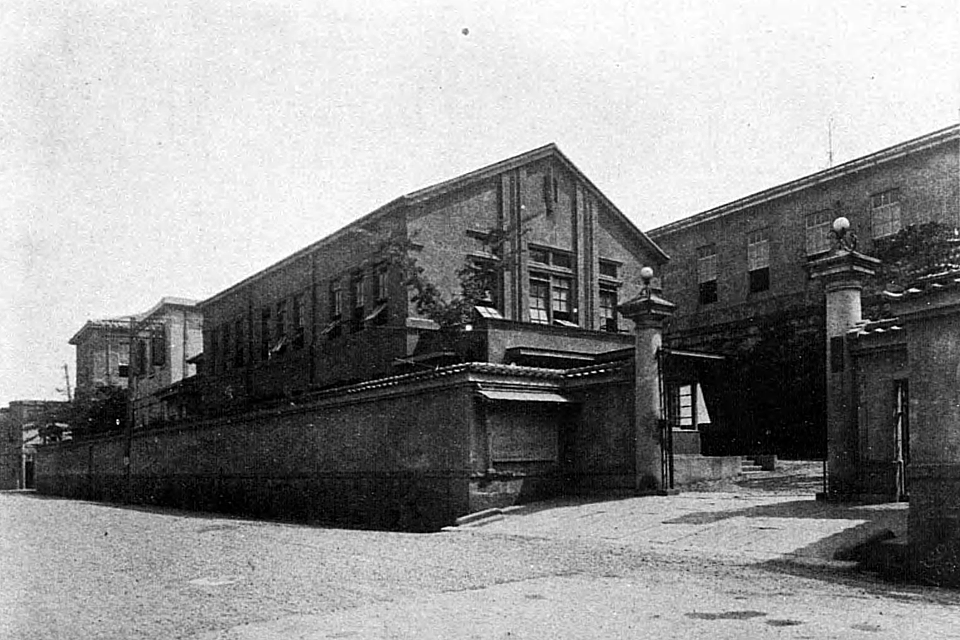
大倉高等商業学校（1930年）

- 大倉高等商業学校（1920年・現東京経済大学）
  - 1900年 大倉商業学校 設立
  - 1920年 大倉高等商業学校 改組
  - 1944年 大倉経済専門学校 改称
  - 1946年 赤坂葵町から北多摩郡国分寺町に移転

- 京城高等商業学校（1920年）
  - 1907年 東洋協会専門学校京城分校 設置
  - 1915年 東洋協会植民専門学校京城分校 改称
  - 1918年 東洋協会京城専門学校 独立
  - 1920年 京城高等商業学校 改組転換
  - 1922年 京城高等商業学校 官立移管・改組
  - 1944年 京城法学専門学校と統合、京城経済専門学校へ改組
  - 1945年8月 京城経済専門学校 廃止

- 西南学院高等学部（商科）（1921年・現西南学院大学）
  - 1944年 西南学院経済専門学校 改称
  - 1946年 西南学院専門学校 改称

- 同志社高等商業学校（1922年・現同志社大学）
  - 1922年4月 同志社専門学校高等商業部として設立
  - 1929年4月 京都府愛宕郡岩倉村に移転
  - 1930年12月 同志社高等商業学校として独立
  - 1944年4月 同志社経済専門学校 改称
  - 1949年4月 新制同志社大学商学部に吸収され、今出川に移転
  - 1952年3月 同志社経済専門学校 廃止

- 松山高等商業学校（1923年・現松山大学）  
  - 1944年 松山経済専門学校 改称
  - 1949年 新制松山商科大学 設置
  - 1989年 松山大学 改称

- 関東学院高等商業部（1927年・現関東学院大学）
  - 1927年 関東学院高等学部商科として設立
  - 1929年 関東学院高等商業部 改称
  - 1944年 明治学院専門学校に合併
  - 1946年 関東学院経済専門学校 設置

- 巣鴨高等商業学校（1928年・現千葉商科大学）
  - 1944年 巣鴨経済専門学校 改称
  - 1950年 千葉商科大学 設置
- 女子経済専門学校（1928年・現新渡戸文化短期大学）
  - 1927年 女子文化高等学院 設立
  - 1928年 女子経済専門学校 改称

- 日本女子高等商業学校（1929年・現嘉悦大学）
  - 1944年 日本女子経済専門学校 改称
  - 1950年 日本女子経済短期大学 設置
  - 1982年 嘉悦女子短期大学 改称

- 鹿児島高等商業学校（1932年・現鹿児島国際大学）
  - 1944年 鹿児島経済専門学校 改称
  - 1950年 鹿児島商科短期大学 改組
  - 1960年 鹿児島経済大学 改組

- 昭和高等商業学校（1932年・現大阪経済大学）
  - 1932年 浪華高等商業学校 設立
  - 1935年 昭和高等商業学校として再発足
  - 1944年 大阪女子経済専門学校 設置
  - 1946年 大阪経済専門学校に改称し、大阪女子経済専門学校を廃止
  - 1949年 大阪経済大学 改組

- 福岡高等商業学校（1934年・現福岡大学）
  - 1944年 九州専門学校と統合、九州経済専門学校 改称
  - 1946年 福岡経済専門学校 改称
  - 1949年 福岡外事専門学校と統合 福岡商科大学に改組

- 善隣高等商業学校（1939年）
  - 1935年 善隣協会専門学校 設立
  - 1939年 善隣高等商業学校 改組転換
  - 1944年 善隣外事専門学校 改組転換
  - 1947年 善隣専門学校 改組
  - 1947年 善隣大学を設置、日本商科大学 改称
  - 1950年 善隣専門学校・日本商科大学  廃止

- 甲陽高等商業学校（1940年）
  - 1944年 甲陽工業専門学校 設置
  - 1945年 甲陽高等商業学校 廃止
  - 1948年 甲陽工業専門学校 廃止

- 福知山高等商業学校（1941年・現福知山公立大学）
  - 1944年 福知山工業専門学校に改組、旧高商生は松山経済専門学校へ移籍
  - 1950年 山陰短期大学商科 設置
  - 1956年 京都短期大学商経科 改称
  - 2000年 京都創成大学経営情報学部経営情報学科 改組転換
  - 2001年 京都短期大学商経科 廃止
  - 2007年 京都創成大学経営情報学部ビジネスデザイン学科 改称
  - 2010年 成美大学経営情報学部ビジネスデザイン学科 改称
  - 2016年 福知山公立大学に移行。

### 私立大学専門部
私立高商に準じるものとして、私立旧制大学専門部（大学専門部は大学ではなく、専門学校に分類される）の中に設置された高等商業部・高等商業（学）科がある。
- 法政大学高等商業科→高等商業部（1932年）
- 立命館大学専門学部高等商業科（1933年）
- 関西大学専門部高等商業学科
- 上智大学専門部商科
- 専修大学専門部商科
- 拓殖大学専門部商科
- 中央大学専門部商学科
- 日本大学専門部商科
- 明治大学専門部商科
- 早稲田大学専門部商科
- 同志社大学専門部高等商業科→同志社高等商業学校（1930年）
- 関西学院大学専門部高等商業学部→関西学院高等商業学校
- 東亜同文書院大学専門部商科

## 関連書籍
- 海後宗臣（監修） 『日本近代教育史事典』 平凡社、1971年、ISBN 4582117015
- 『日本近現代史辞典』 東洋経済新報社、1978年
  - 尾崎ムゲン作成「文部省管轄高等教育機関一覧」参照
- 秦郁彦（編）『日本官僚制総合事典；1868 - 2000』 東京大学出版会、2001年
  - 「主要高等教育機関一覧」参照